# Merritt Brunies
Merritt Brunies (* 25. Dezember 1895 in New Orleans; † 5. Februar 1973 in Biloxi) war ein US-amerikanischer Musiker (Kornett, Posaune) und Bandleader des frühen  Jazz.
Brunies war Mitglied einer berühmten Familie von Jazzmusikern und spielte in der Familienband und mit seinen anderen Brüdern bei Papa Jack Laine, bei dem er Kornett spielte und der ihn auch unterrichtete. Er arbeitete zunächst in New Orleans mit seinem Bruder Henry Brunies (Henny Brunies) in ihrer Band The New Orleans Jazzin Babies, die jedoch keine Schallplatten einspielte Später ging er mit seinem Bruder Henry nach Chicago und leitete ein Ensemble, das nach Auflösung der New Orleans Rhythm Kings 1923 als Friars Inn Orchestra ein dreijähriges Engagement im Chicagoer Club Friar’s Inn hatte und 1924 bis 1926 in Chicago für OKeh Records und Autograph Records aufnahm. Um 1930 kehrte er nach New Orleans zurück und spielte in verschiedenen Clubs. In den 1930er Jahren zog er nach Biloxi (Mississippi), wo er bei der Polizei war und bis zum Ende seiner Karriere in der Formation The Brunies Brothers Dixieland Jazz Band spielte (eigentlicher Leiter der Band war sein jüngerer Bruder Abbie Brunies, der 1945 nach Biloxi zog) und auch noch mit ihnen im Oktober 1957 aufnahm.
Mit Henry Brunies und Jules Cassard schrieb er den Jazzstandard Angry, den sie auch 1957 aufnahmen.
Merritt Brunies war der Bruder der Jazzmusiker George, Abbie, Henry und Richard Brunies. Er wirkte im Bereich des Jazz von 1924 bis 1957 bei acht Aufnahmesessions mit.

## Diskographie
- The Complete Recordings Of Merritt Brunies Recorded In Chicago, 1924–1926, Jazz Oracle
- Merritt Brunies And His Friars Inn Orchestra: Angry, I weep over you, Chicago November 1924 (Autograph 610), Up jumped the devil, Follow the swallow, Chicago September 1924 (Autograph 614); Flag that train (to Alabam) und Clarinet Marmalade, Chicago Mai/Juni 1925 (Autograph 624); mit Merrit Brunies (cornet), Henny Brunies (trb), Volly de Faut, William Creager (cl, as), Sumner Logan (ts), Dudley Mecum (p), Clarence Piper (bj, as),  Norman van Hook (tu), Bill Paley (d)
- Okeh Aufnahmen, November 1925: Sugar foot stomp, Want a little lovin (Okeh 40526), Februar 1926: I'm as blue as the blue grass of Kentucky, When Autumn Leaves are falling (Okeh 40576), Flamin Mamie, Hangin around (Okeh 40579), März 1926: Up jumped the devil (Okeh 40168), Masculine woman, feminine man, Someone's stolen my sweet baby (Okeh 40593) (Besetzung wie oben, bei der Aufnahme November 1926 zusätzlich Lew King (vcl), Februar 1926 Maurice Friedman (P) statt Dudley Mecum und zusätzlich Gordon Poulot (viol))